# 호스트 어댑터

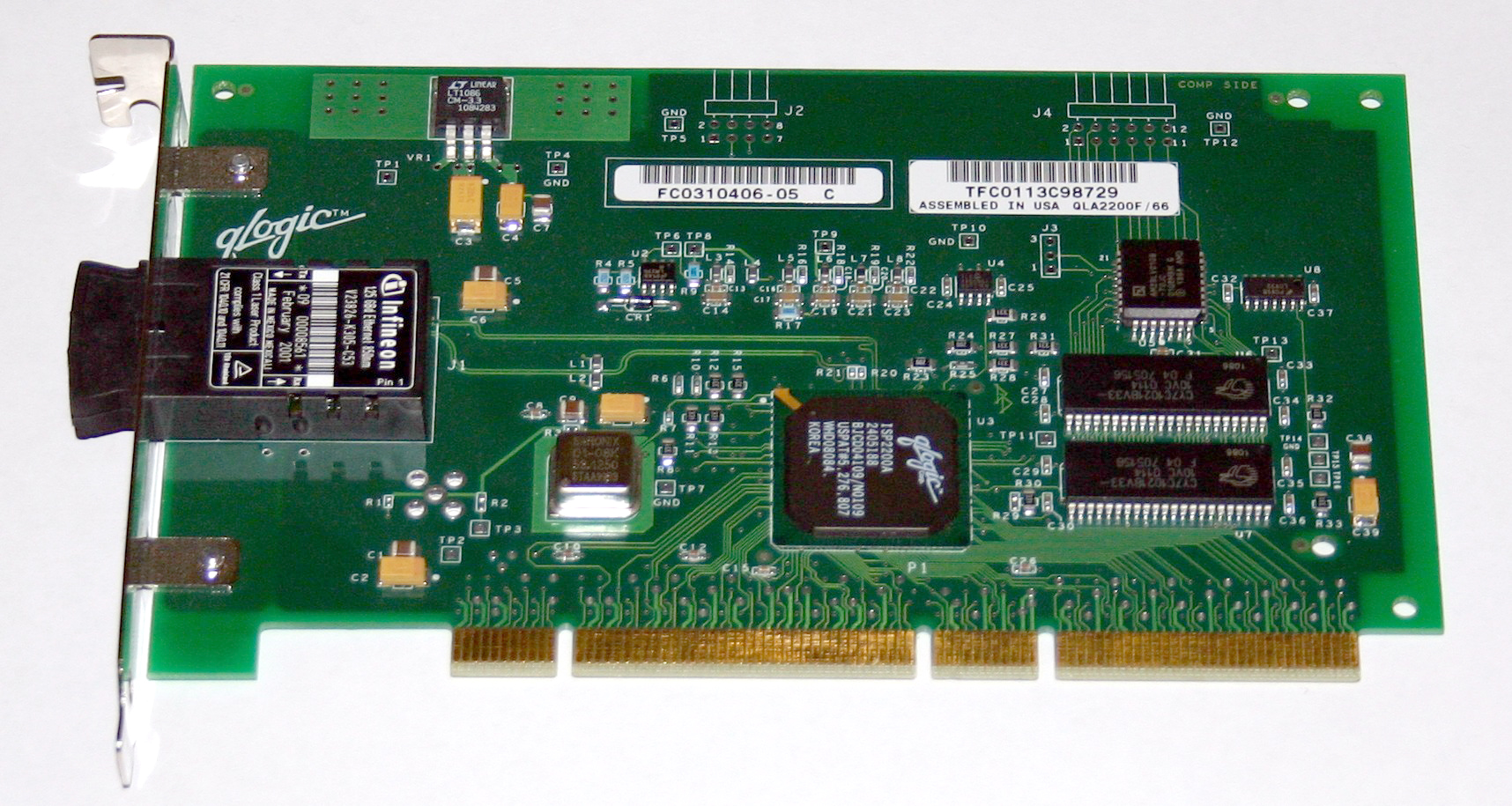
파이버 채널 호스트 버스 어댑터 (64비트 PCI-X 카드)

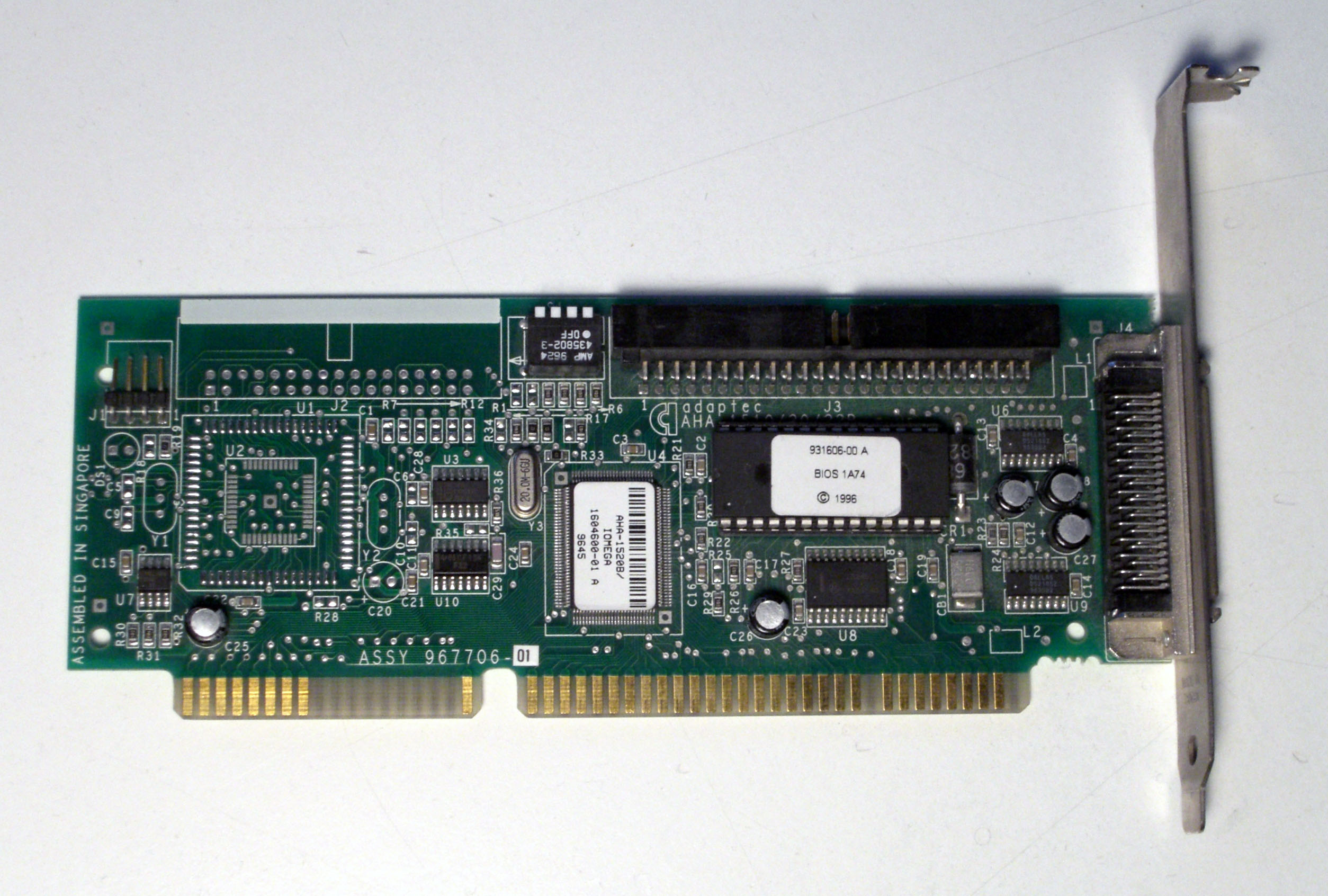
SCSI 호스트 어댑터 (16비트 ISA 카드)

컴퓨터 하드웨어에서 호스트 컨트롤러(host controller), 호스트 어댑터(host adapter), 호스트 버스 어댑터(host bus adapter, HBA)는 호스트 시스템 역할을 하는 컴퓨터를 기타 네트워크와 스토리지 장치에 연결한다. 이 용어들은 주로 SCSI, 파이버 채널, SATA 장치들을 연결하기 위한 장치들을 의미한다. IDE, 이더넷, IEEE 1394, USB, 그리고 기타 시스템에 연결하기 위한 장치들은 호스트 어댑터라고 부를 수도 있다.
호스트 어댑터들은 메인보드에 내장되어 있거나 별도의 확장 카드로 설치할 수 있다.
네트워크 인터페이스 컨트롤러(NIC)라는 용어는 컴퓨터 네트워크에 연결하는 장치들에 보통 사용되며, SCSI나 파이버 채널 오버 이더넷 등의 프로토콜이 동일한 물리적 연결을 통해 스토리지, 네트워크 기능을 허용하는 경우 컨버지드 네트워크 어댑터(converged network adapter)라는 용어를 사용할 수 있다.

## 같이 보기
- 파이버 채널